# 于皇后
于皇后（うこうごう、488年 - 507年）は、北魏の宣武帝の最初の皇后。本貫は河南郡洛陽県。

## 経歴
于勁の娘として生まれた。伯父の于烈は領軍の位にあり、北魏の政権の中枢にあったが、帝室との姻戚関係がなく、周囲に勧められて于氏を後宮に入れさせた。于氏は宣武帝の貴人となった。501年（景明2年）9月、皇后に立てられた。皇子の元昌を生んだが、3歳で夭逝した。507年（正始4年）10月、突然に死去し、その死は宮中の秘事とされた。当時の世間は高夫人（のち皇后）の仕業ではないかと噂した。永泰陵に葬られ、順皇后と諡された。

## 伝記資料
- 『魏書』巻13 列伝第1
- 『北史』巻13 列伝第1